# Solomon P. Sharp
Solomon Porcius Sharp (22 de agosto de 1787-7 de noviembre de 1825) fue un abogado y político estadounidense que sirvió como fiscal general de Kentucky y fue miembro del Congreso de los Estados Unidos y de la Asamblea General de Kentucky. Su asesinato por Jereboam O. Beauchamp en 1825 es conocido como la Tragedia Beauchamp-Sharp o la "Tragedia de Kentucky".
Sharp comenzó su carrera política representando al Condado de Warren, en la Cámara de Representantes de Kentucky. Sirvió brevemente en la Guerra anglo-estadounidense de 1812, después volvió a Kentucky y fue elegido para la Cámara de Representantes de los Estados Unidos en 1813. Fue reelegido a un segundo término, aunque su ayuda de una cuenta polémica con respecto a los sueldos del legislador le costó su asiento en 1816. Aliado con el Kentucky's Debt Relief Party, regresó a la Casa de Kentucky en 1817; en 1821, aceptó el nombramiento del gobernador John Adair para el cargo de procurador general de Kentucky. El sucesor de Adair, Joseph Desha, lo renombró a esta posición. En 1825, Sharp renunció como procurador general para regresar a la Casa de Kentucky.
En 1820, surgieron rumores de que Sharp había engendrado un hijo ilegítimo nacido muerto con Anna Cooke, la hija de un plantador. Sharp negó la acusación, y los efectos políticos inmediatos fueron mínimos. Cuando los cargos se repitieron durante la campaña de Sharp en la Asamblea General de 1825, los opositores publicaron la acusación de que el niño era mulato. Si Sharp hizo tal afirmación, o si fue un rumor iniciado por sus enemigos políticos, sigue en duda. Jereboam Beauchamp, que se había casado con Cooke en 1824, vengó el honor de su esposa al apuñalar a Sharp en su casa a primera hora de la madrugada del 7 de noviembre de 1825. El asesinato de Sharp inspiró obras de ficción, sobre todo la obra inacabada de Edgar Allan Poe Politian y la novela de Robert Penn Warren World Enough and Time (1950).

## Vida personal

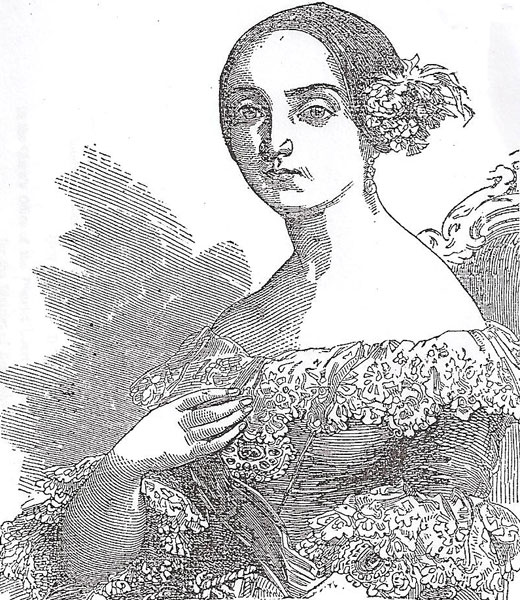
Grabado de 1850 representando a Anna Cooke.

Solomon Sharp nació el 22 de agosto de 1787, en Abingdon, Washington, Virginia. Fue el quinto hijo y el tercer varón del capitán Thomas y Jean (de soltera, Maxwell) Sharp, una mujer escocesa. A través de la línea paterna era bisnieto de John Sharp, arzobispo de York. Su padre Thomas Sharp era un veterano de la Guerra de Independencia de los Estados Unidos, participando en la Batalla de Kings Mountain. La familia se trasladó brevemente al área cerca de Nashville, Tennessee, y a Carolina del Norte, antes de ubicarse permanentemente en Russellville, Logan en 1795, donde vivían en una cabaña cerca del río Muddy.
Sharp "asistió intermitentemente a una de las academias del Condado de Logan" durante sus años de infancia; las escuelas rurales del Condado de Logan eran entonces primitivas. Leyó sobre leyes y fue admitido a la barra en 1806. Abrió un bufete en Russellville, pero pronto se trasladó a la zona más ocupada del Condado de Warren, a Bowling Green, que tenía 154 residentes en 1810. Participó en la especulación de tierras, a veces en sociedad con su hermano, el doctor Leander Sharp, y antes de 1824, había adquirido 11 000 acres, sobre todo al norte del río Barren en el Condado de Warren.

## Matrimonio y familia
Después de establecerse, el 17 de diciembre de 1818, Sharp a la edad de 31 años contrajo matrimonio con Eliza T. Scott, hija de un médico que había servido como oficial en la Guerra anglo-estadounidense de 1812. Ella era de Frankfort y de una posición social superior a la suya. El matrimonio tuvo tres hijos. Sharp trasladó a la familia a la capital del estado de Frankfort en 1820 para su carrera política.

## Carrera política
En 1809, Sharp fue elegido para representar al Condado de Warren en la Cámara de Representantes de Kentucky. Durante su mandato, apoyó la elección de Henry Clay de la legislatura al Senado de los Estados Unidos, la creación de una lotería del estado, y la creación de una academia en el Condado de Barren. Sirvió en una serie de comités, y durante un tiempo, sirvió como presidente interino de la casa durante la segunda sesión de la Asamblea General. Fue reelegido en 1810 y 1811. Para 1810, el condado tenía casi 12 000 residentes. Durante la sesión de 1811, Sharp trabajó con Ben Hardin para asegurar la aprobación de un proyecto de ley para asegurar que los oficiales del estado y los abogados no estarían involucrados en duelos. También se opuso a una medida que permite un tratamiento más duro de los esclavos.
El servicio político de Sharp fue interrumpido por la Guerra anglo-estadounidense de 1812. El 18 de septiembre de 1812, se alistó como soldado raso en la milicia de Kentucky, sirviendo bajo el teniente coronel Young Ewing. Doce días más tarde, en un rápido ascenso, incluso para la milicia, fue ascendido a mayor y formó parte del personal de Ewing. La unidad de Ewing fue puesta bajo el mando del general Samuel Hopkins durante su ineficaz expedición contra los shawnee. En total, la expedición duró cuarenta y dos días y nunca se dedicó al enemigo. Sin embargo, Sharp era consciente del valor que tenía un registro del servicio militar a la hora de hacer política en  Kentucky; fue ascendido al rango de coronel.

### Representante de los Estados Unidos
En 1812, Sharp fue elegido al XIII Congreso como un miembro de la Cámara de Representantes de los Estados Unidos y tomó su asiento a la edad de 25 años, la mínima para la elección. Alineándose con los Halcones de Guerra, defendió la decisión del presidente James Madison de conducir al país a la guerra y apoyó una propuesta de ofrecer 100 acres (0,156 millas cuadradas; 0,405 km²) de tierra a cualquier desertor británico. Sharp también «denunció apasionadamente la obstrucción federalista en el esfuerzo de guerra». En un discurso pronunciado el 8 de abril de 1813, se opuso a la compensación por los defraudados en el escándalo de Yazoo land en Misisipi. Se alió con la Carolina del Sur de John C. Calhoun en apoyo del Segundo Banco de los Estados Unidos.
Sharp fue reelegido en el XIV Congreso, durante el cual fue presidente del Comité de Reclamaciones de Tierras Privadas. apoyó el acto polémico de la remuneración de 1816 patrocinado por el compañero de Kentucky Richard Mentor Johnson. La medida, que pagaba a los congresistas un sueldo fijo en lugar de pagarles diariamente por los días en que estaban en sesión, era impopular entre los votantes de su distrito. Cuando se inició la próxima sesión del Congreso en diciembre de 1816, Sharp revocó su posición y votó a favor de derogar la ley, pero el daño ya estaba hecho; perdió su asiento en la casa en la elección siguiente.
En 1817, Sharp fue nuevamente elegido para la Cámara de Representantes de Kentucky. Durante su mandato, apoyó medidas para mejoras internas, pero se opuso a la creación de un consejo estatal de salud y una propuesta para abrir las tierras vacantes del estado a las viudas y huérfanos de soldados muertos en la Guerra anglo-estadounidense de 1812. Más notablemente, apoyó la creación de 46 nuevos bancos en el estado, y propuso un impuesto sobre las sucursales del Banco de Estados Unidos en Lexington y Louisville.

### Acusaciones de un hijo ilegítimo
En mayo o junio de 1820, Anna Cooke, hija soltera de unos 30 años de un plantador, afirmó que Sharp era el padre de su hijo ilegítimo mortinato; Sharp negó sus afirmaciones. Se rumoreaba que el niño muerto tenía piel oscura, y algunos especularon que era mulato, siendo el padre negro uno de los esclavos de los Cooke. Tras la muerte de su padre y la venta de su plantación en el Condado de Fairfax, Virginia, Cooke se había trasladado con su madre y hermanos al Condado de Warren entre 1805 y 1810, periodo durante el que pudo haber conocido a Sharp. Además de perder al niño, Cooke sufrió la muerte de tres de sus cinco hermanos entre 1818 y 1821.
El escándalo pronto disminuyó para Sharp, pues Anna tenía mala reputación como «una librepensadora, una lectora de ficción romántica, y una libertina». Aunque los opositores políticos de Sharp seguirían llamando la atención sobre su niño putativo en campañas futuras, su reputación permaneció en gran parte sin mancha.

### Procurador general de Kentucky
En 1821, Sharp comenzó una campaña para un escaño en el Senado de Kentucky. Su oponente, el abogado John U. Waring, era un hombre notablemente violento y temperamental, razón por la que provocaba frecuentes altercados en la corte. (En 1835, mató a tiros al abogado Samuel Q. Richardson).
Waring envió dos cartas amenazadoras a Sharp, y el 18 de junio de 1821 publicó un folleto atacando la figura de Sharp. Cinco días después, Sharp dejó de hacer campaña para ocupar el escaño senatorial. Aceptó una cita del gobernador John Adair al puesto de procurador general de Kentucky. La nominación de Sharp fue confirmada unánimemente por la legislatura el 30 de octubre de 1821.
Sharp asumió el cargo en un momento crítico de la historia de Kentucky. Los políticos estatales se habían dividido en dos bandos: los que apoyaban la legislación favorable a los deudores (el Debt Relief Party) y los que favorecían la protección de los acreedores (generalmente llamados Anti-Reliefers). Sharp se había identificado con el Relief Party, al igual que el gobernador Adair.
En las elecciones presidenciales de 1824, Sharp enajenó a algunos de sus electores apoyando a su antiguo colega de la Casa John C. Calhoun en lugar del hijo favorito de Kentucky, Henry Clay. Cuando estaba claro que la oferta de Calhoun fracasaría, Sharp lanzó su apoyo detrás de Andrew Jackson. Se desempeñó como secretario de una reunión de partidarios de Jackson en Frankfort el 2 de octubre de 1824.
Después de que el mandato del gobernador Adair expirara en 1825, fue sucedido por otro miembro del Relief Party, el general Joseph Desha. Desha y Sharp habían sido colegas en el Congreso, y Desha nombró a Sharp como procurador general. La facción del Relief Party en la legislatura aprobó varias medidas favorables a los deudores, pero el Tribunal de Apelaciones de Kentucky les declaró inconstitucionales. Incapaz de reunir los votos para retirar a los jueces hostiles de la Corte de Apelaciones, los partidarios de la Alianza en la Asamblea General aprobaron una legislación para abolir todo el tribunal y crear uno nuevo, que el gobernador Desha suministró rápidamente con jueces comprensivos. Durante un tiempo, dos tribunales reclamaron la autoridad como tribunal de última instancia de Kentucky; este período se conoció como la Controversia de la Antigua Corte-Nueva Corte.
El papel de Sharp en el plan del Relief Party de abolir la Antigua Corte y reemplazarla por un nuevo tribunal más favorable no se conoce. Como era el consejero legal principal de la administración, los historiadores creen que él estaba estrechamente implicado. Se le conoce por haber emitido la orden para que Achilles Sneed, empleado de la Antigua Corte, entregara sus registros al secretario de la Nueva Corte, Francis P. Blair. Al ejercer como fiscal general del Estado ante la Nueva Corte con exclusión de la Antigua Corte, Sharp le proporcionó una medida de legitimidad.
El 11 de mayo de 1825, Sharp fue elegido para representar a la administración Desha en dar la bienvenida a Kentucky al Marqués de La Fayette, un héroe de la revolución estadounidense. Tres días más tarde, en un banquete en honor al marqués de La Fayette, Sharp brindó por el invitado de honor: "El pueblo: La libertad estará siempre a salvo en su santo oficio". Poco después de este evento, Sharp renunció como procurador general, probablemente porque los defensores del Relief Party pensaron que sería más útil como miembro de la Asamblea General.
Los partidarios del Anti-Relief nominaron al exsenador John J. Crittenden para uno de los dos escaños asignados al Condado de Franklin en la Casa del estado. El Relief Party contraatacó con Sharp y Lewis Sanders, un abogado prominente en la zona. Durante la campaña muy disputada, tanto John U. Waring como Patrick Henry Darby, un especulador de tierras, dijeron que la vida de Sharp estaba en riesgo si ganaba. Los opositores revivieron los antiguos rumores sobre el supuesto hijo ilegítimo de Sharp. También se alegó que Sharp había afirmado que el niño era mulato y dijo que tenía un certificado de la partera de Cooke a ese efecto; si Sharp hizo esta afirmación nunca se pudo saber con certeza. A pesar de la controversia, Sharp obtuvo la mayoría de los votos en las elecciones, ganando por 69 de un total de 1600 votos emitidos en el condado.

## Asesinato y consecuencias

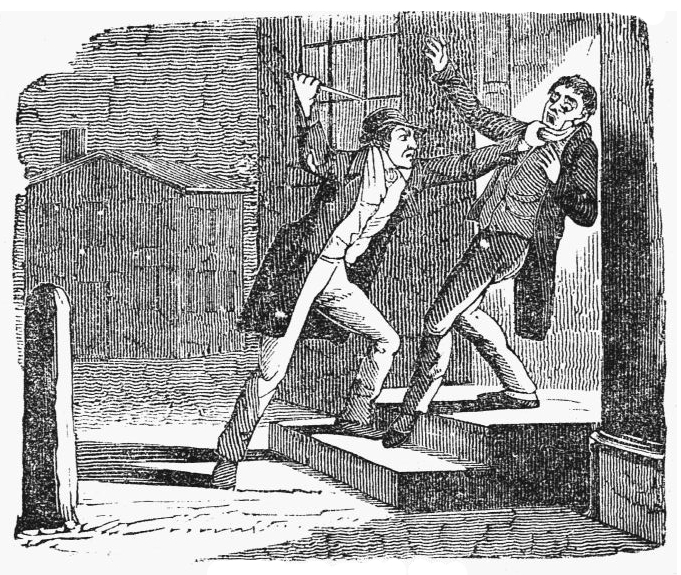
Jereboam O. Beauchamp apuñala a Sharp; ilustración del Calendario Criminal de los Estados Unidos (1835).

«Era una tierra del violín y del whisky, del sudor y de la oración, del orgullo y de la depravación.» — Robert Penn Warren, Suficientes mundo y tiempo: Una novela romántica (1950).
A las primeras horas del 7 de noviembre de 1825, el día en que la Asamblea General abriría su sesión, un hombre llamó a la puerta de la residencia de Sharp. Cuando Sharp se presentó en la puerta, el visitante lo agarró con la mano izquierda y usó su mano derecha para apuñalarlo en el corazón con una daga envenenada. Sharp murió aproximadamente a las dos de la mañana. Después del velatorio en la capilla ardiente en el pasillo de la casa de la Cámara de Representantes, fue enterrado en el cementerio de Frankfort.
Debido a la amargura de la campaña y el momento del asesinato, se especuló que Sharp había sido asesinado por un partidario del Anti-Relief. Durante algún tiempo, algunos rumores indicaban que Darby estaba implicado en su muerte. El rival político de Sharp, John J. Crittenden, intentó frenar tales acusaciones introduciendo personalmente una resolución condenando el asesinato y ofreciendo una recompensa de $ 3.000 por la captura del asesino. Los fideicomisarios de la ciudad de Frankfort añadieron una recompensa más de $ 1.000, y una recompensa adicional de $ 2.000 se recaudó de fuentes privadas. En la sesión de 1825 de la Asamblea General, una medida para fundar el Condado de Sharp del Condado de Muhlenberg acabó en nada debido a la política tumultuosa de la sesión.
En la investigación que siguió, la evidencia rápidamente señaló a Jereboam O. Beauchamp, de 23 años, quien se había casado con la mucho mayor Anna Cooke en 1824. El 11 de noviembre de 1825, un grupo de cuatro hombres arrestaba a Beauchamp en su casa en Franklin.
Fue juzgado y condenado por el asesinato de Sharp el 19 de mayo de 1826. Su condena —ejecución por ahorcamiento— debía llevarse a cabo el 16 de junio de 1826. Beauchamp pidió una suspensión de la ejecución para que pudiera escribir una justificación de su comportamiento; continuó afirmando su venganza del honor de su esposa. La solicitud fue concedida, permitiendo a Beauchamp completar su libro, La Confesión de Jereboam O. Beauchamp: quien fue ahorcado en Frankfort, Ky., el 7 de julio de 1826, por el asesinato del coronel Solomon P. Sharp. Tras dos intentos fallidos de suicidio con su esposa, quien murió como resultado del segundo incidente, Beauchamp fue ahorcado por su crimen el 7 de julio de 1826. La Confesión de Beauchamp fue publicada en 1826. Algunas ediciones incluían Las cartas de Anna Cook como un apéndice. Los historiadores disputan si Cooke fue realmente su autora.
Al año siguiente, el hermano de Sharp, el doctor Leander Sharp, escribió Vindicación del carácter del último coronel Solomon P. Sharp para defenderlo de las acusaciones contenidas en la confesión de Beauchamp. En Vindicación, el Dr. Sharp retrató el asesinato como un asesinato político: nombró a Patrick Darby, un partidario de la facción Anti-Relief, como co-conspirador con Beauchamp, un incondicional del Anti-Relief. Darby amenazó con demandar a Sharp si publicaba su Vindicación; y Waring amenazó con matarlo. Atento a estas amenazas, Sharp no publicó su obra; todos los manuscritos existentes permanecieron en su casa, donde fueron descubiertos muchos años después durante una remodelación.

## En la cultura popular
Los acontecimientos han inspirado numerosas obras de ficción, drama e historia:
- La novela de Charles Fenno Hoffman, Greyslayer.
- La novela de William Gilmore Simms, Beauchamp.
- La inconclusa novela de Edgar Allan Poe, Politian.
- La historia de J.G. Dana y R.S. Thomas, Trial of Beauchamp.
- L. F. Johnson lo incluyó en sus Tragedias y ensayos.
- En 1950, J. Winston Coleman publicó una historia de los acontecimientos.
- En 1950, Robert Penn Warren escribió una novela que era una "crítica de valores románticos", titulada Suficiente mundo y tiempo.
- La obra de Richard Taylor, Las tres tragedias de Kentucky, está basada en este suceso.
- En 1992, John Hawkins creó un drama al aire libre sobre este tema, Wounded is the Wounding Heart, producido en Frankfort, Kentucky.

## Lectura adicional
- Beauchamp, Jereboam O. (1826). The confession of Jereboam O. Beauchamp: who was hanged at Frankfort, Ky., on the 7th day of July, 1826, for the murder of Col. Solomon P. Sharp.
- Bruce, Dickson D. (2003). "The Kentucky Tragedy and the Transformation of Politics in the Early American Republic". The American Transcendental Quarterly. 17.
- Coleman, John Winston (1950). The Beauchamp-Sharp tragedy; an episode of Kentucky history during the middle 1820's. Frankfort, Kentucky: Roberts Print. Co.
- St. Clair, Henry (1835). The United States Criminal Calendar. Charles Gaylord.
- Sharp, Leander J. (1827). Vindication of the character of the late Col. Solomon P. Sharp. Frankfort, Kentucky: A. Kendall and company.

- Datos: Q126644
- Multimedia: Solomon Sharp / Q126644